# Florin Hidișan
Florin Hidișan (ur. 24 czerwca 1982 w Râmnicu Vâlcea, zm. 11 września 2022 w Klużu-Napoce) – rumuński piłkarz występujący na pozycji ofensywnego pomocnika. W swojej karierze rozegrał 107 meczów w Liga I i 110 meczów w Liga II. W latach 2014–2019 grał w klubach z niższych lig rumuńskich.
Po Wielkanocy 2021 został u niego zdiagnozowany guz, spowodowany rakiem żołądka. Po początkowej poprawie stanu zdrowia, w styczniu 2022 nowotwór nawrócił, a Hidișan był hospitalizowany w Szpitalu Gastroenterologii i Chirurgii Medycznej 3 w Klużu-Napoce. Zmarł 11 września 2022 w Klużu-Napoce, po nieudanej walce z rakiem.